# The Valley of Hunted Men
Pour plus de détails, voir Fiche technique et Distribution.
The Valley of Hunted Men est un film américain réalisé par Richard Thorpe, sorti en 1928.

## Synopsis
Tom Mallory, un agent du fisc qui vient d'être affecté à la frontière avec le Mexique, va réussir à faire passer cette frontière à des contrebandiers et les faire ainsi arrêter.

## Fiche technique
- Titre original : The Valley of Hunted Men
- Réalisation : Richard Thorpe
- Scénario : Frank L. Inghram[1]
- Photographie : Ray Ries
- Société de production : Action Pictures
- Société de distribution : Pathé Exchange
- Pays de production :  États-Unis
- Langue originale : anglais
- Format : noir et blanc — 35 mm — 1,37:1 — Film muet
- Genre : Western
- Durée : 54 minutes
- Dates de sortie :
  - États-Unis :19 février 1928

## Distribution
- Jay Wilsey : Tom Mallory
- Oscar Apfel : Dan Phillips
- Kathleen Collins : Betty Phillips
- Jack Ganzhorn : "Frenchy" Durant
- Alma Rayford : Valita
- Frank Griffith : "Yucca" Jake